# Новодесятниково
Новодеся́тниково — село в Кяхтинском районе Бурятии. Входит в сельское поселение «Большелугское».

## География
Расположено на правобережье Чикоя, в 3 км к востоку от основного русла реки, на надпойменной старичной террасе, в 27 км к северу от центра сельского поселения — села Большой Луг, и в 70 км от районного центра — города Кяхта; в 11 км к юго-западу от села, близ улуса Харьяста — паромная и ледовая переправа через Чикой.

## История
В 1814 году три семьи старообрядцев-семейских из села Десятниково основали на правом берегу Чикоя село Новодесятниково.

## Население
| 2002 | 2010 |
| ---- | ---- |
| 367  | ↘270 |

## Инфраструктура
Основная общеобразовательная школа, фельдшерско-акушерский пункт, музей-усадьба старообрядцев.

## Люди, связанные с селом
- Баннов, Павел Илларионович — Герой Советского Союза, участник Великой Отечественной войны, уроженец села.